# Йекабпилс (район)
Йекабпилс е район в Югоизточна Латвия с административен център град Йекабпилс. Площта му е 2998 km2, а населението - около 58 000 души. Граничи с Литва на югозапад и районите Айзкраукле на северозапад, Мадона на североизток, Преили на изток и Даугавпилс на югоизток.

## Градове
- Акнисте
- Виесите
- Йекабпилс

### Други населени места
| - Асаре - Аташиене - Абели - Вариеши - Випе - Гарсене - Дигная - Дубава - Елкшни - Заса - Йекабпилс (епархия) |  | - Кална - Крустпилс - Куку - Леимани - Межаре - Рите - Рубене - Сала - Саука - Селпилс |